# Фрегаты типа «Суон»
Тип «Суон» (англ. Swan class) — серия австралийских фрегатов 1960-х годов. Были созданы как дальнейшее развитие противолодочных фрегатов типа «Ярра», в свою очередь являвшихся вариантом британского типа «Уитби», но также воплотили в себе многие улучшения, введённые на более новых британских фрегатах типа «Линдер». В 1965—1971 годах были построены два фрегата типа «Суон», заказанные вместо двух отменённых фрегатов типа «Ярра». В 1984—1985 годах оба корабля прошли модернизацию, заключавшуюся в установке более современных противолодочного вооружения и гидролокаторов. Сняты с вооружения фрегаты типа «Суон» были в 1996—1998 годах, с началом ввода в строй современных фрегатов типа «Анзак».

## Представители
| Название        | Номер | Судоверфь                         | Закладка        | Спуск на воду    | Вступление в строй | Судьба                                                             |
| --------------- | ----- | --------------------------------- | --------------- | ---------------- | ------------------ | ------------------------------------------------------------------ |
| Суон Swan       | F 50  | Willamstown Dockyard, Уильямстаун | 16 августа 1965 | 16 декабря 1967  | 20 января 1970     | снят с вооружения 13 сентября 1996, затоплен как искусственный риф |
| Торренс Torrens | F 53  | Cockatoo, Сидней                  | 12 августа 1965 | 28 сентября 1968 | 19 января 1971     | снят с вооружения в 1998, потоплен как мишень 14 июня 1999         |